# Panvocalismo
Con il termine panvocalismo in enigmistica e ludolinguistica, si intende la contemporanea presenza di tutte le lettere vocaliche della lingua italiana (a, e, i, o, u) in una stessa parola o frase, con la frequente restrizione che esse appaiano una sola volta. Non esistono esempi in italiano di parole panvocaliche in cui le vocali appaiano in ordine alfabetico, data la rarità di vocaboli terminanti con u. Ciò è invece possibile, ad esempio, nella lingua inglese: arterious, bacterious (nel caso la y venga in questo caso considerata come sesta vocale, si può citare come esempio facetiously). Sono invece presenti, in italiano, parole in cui le 5 vocali si presentano in ordine inverso, come nel caso di fusoliera. 
Come nella maggior parte dei giochi enigmistici, quel che conta è l'occhio e non l'orecchio: l'italiano possiede 5 grafemi vocalici (a, e, i, o, u), ma 7 fonemi vocalici (a, è, é, i, ò, ó, u). 
In italiano, la parola panvocalica più breve è aiuole, in francese è oiseau, in inglese eunoia. La parola aiuole, così come bustrofedica, buscherandogli, compravenduti, è un termine sia panvocalico sia eteroletterale (le lettere di cui è formato non si ripetono). Volendo considerare anche la lettera straniera y come vocale, si può trovare comunque come parola panvocalica yogurtiera.

## Esempi
- Quindici lettere: contrappuntiste;
- Quattordici lettere: buscherandogli, portastrumenti, pubblicheranno, sbruffonaggine;
- Tredici lettere: funamboleschi, compravenduti, concupiscenza, consulsivante, conturbamenti, fruttivendola, inconcludenza, lungometraggi, malprovveduti, prolungamenti, pubblicassero, punzecchiando, sbudellandosi, sollucherarsi, sopravvissute, starnutiremmo;
- Dodici lettere: abbrunimento, abbrustolire, acciucchendo, avventurismo, bachicultore, burocratiche, bustrofedica, centrifugato, conflittuale, consumatrice, crepuscolari, disturbatore, fanciullesco, fibrocellula, frustrazione, imperturbato, luteranesimo, metallurgico, ottantunenni, pennacchiuto, prosciugherà, repubblicano, sducciolerà, sgualcendosi, sopravvenuti, squinternato, stagnicolture, tetracloruri, ultramoderni, ultrasoniche;
- Undici lettere: accresciuto, agopuntrice, arrostiture, assolutiste, avventurosi, avvolgiture, caposervitù, carbolineum, chiudendola, ciascheduno, compiutezza, conquistare, consecutiva, disoccupate, documentari, eurasiatico, fraudolenti, fuoriclasse, importunare, macronuclei, occultabile, oltremisura, procedurali, prosciugare, sericoltura, sopravvissute, squadrettoni, subatomiche, subordinate, subordinerà, sunnominate, superattico, supersonica, tafferuglio, zoppicature;
- Dieci lettere: acquedotti, addivenuto, adenovirus, affettuosi, apicolture, bielorussa, buffoneria, congiurerà, contumelia, curialesco, delittuosa, doppiature, eautonomia, entusiasmo, funicolare, fuoriscena, giuramento, inconsueta, irresoluta, liquefatto, lucernario, lungolinea, museografi, nebulosità, numeratori, occupatevi, persuasori, piombature, profumeria, pugilatore, pulsazione, quarzifero, reumatismo, riassumerò, rumoreggia, sciacquone, simulatore, sudorifera, sussiegosa, traduzione, uniformare, uranometri, videoalbum, vituperato, vituperosa, yogurteria, yogurtiera, zuppierona;
- Nove lettere: abduzione, abluzione, acetiluro, adulterio, alogenuri, autentico, autonomie, autopiste, chiesuola, coautrice, cointreau, coniugale, copiature, curiosare, evolutiva, funerario, fuorviare, fusoliera, giacquero, guidatore, impetuosa, inesausto, infuocate, ipotenusa, lunazione, maiuscole, mesosauri, mortuarie, nanocurie, neuronali, preoccupati, prepositura, reliquato, residuato, rieducato, risuonerà, subitaneo, superiora, ubriacone, umanesimo, ustionate;
- Otto lettere: acquieto, adeguino, aleuroni, aliquote, aquilone, aurifero, autogeni, autopsie, cauzione, cuocerai, eguaglio, equatori, equivoca, esaurirò, esaurito, giuocare, mariuole, mausolei, muoverai, ossequia, scuoierà, suoneria;
- Sette lettere: aiuterò, ausonie, autovie, cuoiaie, cuoiame, eiaculo, eufonia, euforia, eulogia, eutocia, eutonia, muoiate, sequoia, tiourea;
- Sei lettere: aiuole.